# Edificio Tabacos de Filipinas
El  edificio Tabacos de Filipinas es un edificio de Barcelona protegido como bien cultural de interés local.

## Descripción
Es la finca n.º 109 de la rambla de los Estudios, conocida como la sede social de la Compañía General de Tabacos de Filipinas. Se localiza en una manzana de forma irregular delimitada por la Rambla de los Estudios, la calle del Carme, la calle de Pintor Fortuny, y la calle de Xuclà. 
Ocupa una parcela trapezoidal, a tres vientos, con fachadas a la Rambla, la calle Pintor Fortuny y la calle Xuclà. Cabe señalar que, originalmente, el edificio sólo disponía de fachada a la Rambla; la calle Pintor Fortuny no se abrió hasta 1935 -tras el incendio de los almacenes El Siglo- y la parcela primigenia no llegaba hasta la calle Xuclà. Así pues, se trata de tres frentes disímiles en cuanto a proyecto, cronología y calidad arquitectónica, lo que determina que a pesar de una cierta sensación de unidad formal, las diferencias sean bastante evidentes. 
La fachada principal da a la Rambla y es la más significativa del conjunto, tanto por su específico valor histórico y patrimonial -obra del importante arquitecto decimonónico Josep Oriol Mestres i Espluga-, como por la calidad constructiva y de diseño. Deberíamos añadir además, la fuerza visual de la citada fachada de Rambla, pues su proximidad a la iglesia del Belén y su entidad arquitectónica configuran un frontis plenamente integrado en el paisaje urbano de esta zona del paseo barcelonés, y por tanto dispone de un valor añadido más a los ya apuntados anteriormente. 
Esta fachada muestra una composición ciertamente característica, organizada mediante la distribución de siete vanos por raso, empleando la vertical de las centrales como eje de simetría de todo el resto la fachada. Efectivamente, esta importancia de la calle central se potencia con el tratamiento diferenciado de sus aberturas, tanto por medidas como por los acabados. Destaca su encuadre vertical con líneas de pilastras adosadas y los elementos escultóricos, especialmente dos figuras alegóricas que encarnan el comercio y Ultramar con la forma de Hermes y la diosa Fortuna, representada con un timón. 
En cuanto a los vanos, la planta baja presenta siete aberturas de medio punto, a excepción hecha de la central, de arco rebajado y mucho más monumental. Esta puerta central -con una altura bastante superior- se desarrolla a modo de arco triunfal que imposta sobre columnas con capiteles jónicos, cuya base se soporta sobre un pequeño "podio" que se adosa y forma parte de la pared de la fachada. El acabado del arco es también bastante notable, con la llave esculpida con una cabeza de león, la presencia de un moldurado de las dovelas y un artesonado en su intradós. Su estructura termina con la presencia de dos tondos esculpidos con bustos humanos que se disponen en los laterales del trasdós del gran arco. En cuanto al resto de niveles, las aberturas están remarcadas por un moldurado y combinan la presencia de ventanas y balcones con barandilla de piedra y de hierro (sólo en el piso superior).
El paramento de la fachada es íntegramente pétreo, de gres de Montjuïc. Es interesante destacar el trabajo estereotómico de la planta baja y el entresuelo que presenta -a modo de gran basamento- un medio acolchado en su interior. Contrasta este acabado con el resto de niveles, con menaje enlucido liso, manteniendo el acolchado únicamente en los sillares angulares de la fachada. 
En el último nivel de la fachada los espacios entre aberturas son llenados con pilastras adosadas coronadas también con capiteles, que se desarrollan sobre un podio corrido en relieve que discurre a lo largo de todo el registro horizontal del nivel. Se cierra con un cornisamiento por encima del cual se identifica estrictamente la barandilla balaustrada de la azotea. Destaca, de nuevo, en el segmento central de la fachada, la presencia de dos amplios basamentos que se proyectan sobre la vertical de las pilastras adosadas y que sirven para enfatizar la propia verticalidad y jerarquía visual de la fachada. 
La fachada de la calle Xuclà es fruto de la primera ampliación del edificio original hacia el este en el año 1929, coincidiendo con la instalación de la sede social de la Compañía General de Tabacos de Filipinas. El proyecto se debe al arquitecto Josep Maria Sagnier siendo una fachada  neoclasicista, con elementos de carácter racionalista con otros propios de una arquitectura novecentista. En este sentido, cabe destacar que el tratamiento plástico de este lenguaje se materializa mediante una abundante utilización de la piedra artificial. 
La fachada que presenta el edificio en la calle Pintor Fortuny, fue proyectada por el arquitecto Josep Maria Sagnier en 1935 y está conformada por tres tramos claramente identificables en los que se detecta la aplicación de diferentes concepciones arquitectónicas. El análisis del frontis permite, pues, distinguir una primera sección -que incluye las tres primeras aberturas- en el que el diseño del paramento exterior concuerda plenamente con el frontis del paseo de la Rambla. A continuación se desarrolla el tramo central de la fachada que consta de siete vanos dispuestos simétricamente respecto al eje vertical de la puerta monumental de acceso. Avanzando en dirección a la esquina del edificio con la calle Xuclà, se constata la existencia de un último segmento que integra las cinco aberturas más occidentales del frontis. El menaje muestra en toda su longitud cinco niveles de alzado correspondientes a la planta baja, el entresuelo y tres pisos superiores. El proyecto de Josep Maria Sagnier mantuvo el coronamiento del edificio proyectado por Josep Oriol Mestres en 1880, reproduciendo en piedra artificial el mismo modelo de balaustrada. Sagnier añadió, sin embargo, una serie de pináculos dispuestos en la vertical de las pilastras adosadas al paramento de la fachada, salvo en las dos pilastras que delimitan el cuerpo central que aparecen coronadas por figuras alegóricas. La balaustrada se ve interrumpida, únicamente, por el gran frontón que corona el cuerpo central, el cual muestra en el arquitrabe el nombre “Cía. Gral de Tabacos de Filipinas" bajo un friso de pequeñas ménsulas. El interior del frontón aparece decorado por un friso de las mismas características y presenta un medallón central sostenido por dos personajes de marcado carácter neoclasicista. 
En la esquina de la calle Pintor Fortuny y Xuclà, el proyecto -de acuerdo con el ayuntamiento barcelonés- incorporó una gran hornacina que debía albergar una estatua en honor de Mariano Fortuny, obra de Miquel Oslé, y que no ocupó este espacio hasta el año 1942. 
A continuación del vestíbulo localizado en la planta baja se desarrolla un espacio que presenta una estructura de pilares metálicos que se encuentran revestidos con un aplacado de yeso a modo de pilar de base cuadrada y capitel de tendencia dórica que disimula su fisonomía y acabado . En cambio, el nivel de sótano se configura como una sucesión de amplias naves que se cubren con bóveda catalana (bóveda rebajada de ladrillo de plano) que se soportan con amplios pilares de base cuadrada de obra. 
Existen varias escaleras que permiten acceder a los pisos superiores del inmueble. En el primero destacan las vidrieras policromas situadas en torno al patio de luces, las chimeneas de madera de estilo neoclasicista, la sala de reuniones y la sala de juntas de la sede social de la compañía. Estos espacios todavía conservan los arrimadores de madera realizados durante la década de 1920. 
La planta baja -donde se localizaba el antiguo almacén de la Compañía- acoge hoy en día el espacio termal del hotel, en el primer piso se encuentra el restaurante y los salones coloniales. 
El vestíbulo. Localizado en la planta baja, se cubre con una bóveda de cañón corrida de ascendencia claramente neoclasicista, con casetones con decoración interna y externa. Esta vuelta corrida, imposta sobre un friso de fisonomía clásica en el que se identifican triglifos y metopas las cuales, en vez de decoración figurada ofrecen la solución de un tondo liso de relieve. 
Las salas de la planta primera. (salón principal y sala de reuniones entre otros) se caracterizan por la organización propiamente dicha del espacio y la presencia de estructuras de madera como arrimaderos, chimeneas, estanterías y podio que monumentalizan las estancias con techos de yeso de gran altura.

## Historia
El solar pertenecía a los terrenos del semanario de la iglesia de Belén (1543-1544) como era el seminario. En 1879 parte de esa  parcela fue adquirida por los miembros de la familia López y López, marqueses de Comillas y propietarios de la compañía Transmediterránea. A partir de 1880, se inició en este solar la construcción de un edificio a cargo del importante arquitecto Josep Oriol Mestres i Espluga, para la sede corporativa de la compañía Transmediterrània. La propiedad quedó en manos de los herederos de la familia López hasta que en 1929, los hermanos Satirestegui -herederos y sucesores de la famosa familia López- vendieron la propiedad del edificio a la Compañía General de Tabacos de Filipinas, que a partir de ese momento fijará en el inmueble su sede social. Ese mismo año la compañía alquiló los sótanos, planta baja y entresuelos en la Sociedad Anónima del Banco Hispano Colonial. Una vez adquirido el inmueble, el mismo año 1929 el nuevo propietario se hizo con las fincas 8 y 8 bis de la calle Xuclà y proyectó -de la mano del arquitecto Josep Maria Sagnier- unas nuevas dependencias con fachada a aquella calle. Posteriormente, después del incendio y desaparición de los almacenes El Siglo en 1932, el ayuntamiento decidió abrir la calle Pintor Fortuny hasta la Rambla. Fue en ese momento cuando la finca se abrió hacia esta calle, gracias a la nueva fachada monumental proyectada también por Josep Maria Sagnier. 
La utilización de las dependencias del edificio por parte de diferentes entidades comerciales y financieras supuso una serie de reformas interiores que han dejado testimonios en la documentación administrativa. En 1945 se instalaron en el piso principal las oficinas del Ferrocarril de Alcántara en Lorca, lo que comportó la eliminación de algunos accesos y la construcción de servicios. Este mismo año el arquitecto Josep Maria Ribes presentó un proyecto para eliminar la antigua escalera de acceso al entresuelo desde la planta baja. Dos años más tarde, en 1947, la agencia de viajes Ultramar -que ocupaba la parte más oriental de la planta baja- requirió la apertura de tres puertas hacia la Rambla de los Estudios. 
Durante la década de los cincuenta la planta baja y los entresuelos del edificio fueron objeto de nuevas remodelaciones. En 1954 la sociedad Productos Electrolíticos se instaló en uno de los entresuelos, llevando a cabo las reformas necesarias para adaptar el espacio a su actividad. Cuatro años más tarde, en 1958, se llevó a cabo la reforma del patio principal del edificio, sustituyendo el lucernario diseñado por Oriol Mestres por la claraboya visible actualmente. 
Ya en la segunda mitad del XX, la reforma más significativa vino determinada por la instalación de las oficinas del Banco de Santander en la planta baja del inmueble. El arquitecto responsable del proyecto fue Miquel Punseti y la obra consistió, básicamente, en el levantamiento de varios tabiques en los intercolumnios de la curjía más cercana a la calle Xuclà. 
La última reforma integral del inmueble se llevó a cabo entre 2003 y 2005 y ha supuesto la conversión del edificio en el hotel (H1895). 